# Seimei (télescope)
Pour les articles homonymes, voir Seimei.
Seimei est un télescope de l'Université de Kyoto doté d'un miroir de 3,8 mètres et installé au sud-ouest du Japon  dans la préfecture d'Okayama. Les premières études remontent à 2006 et il a été inauguré en 2019. Il utilise de nouvelles technologies dont notamment un miroir primaire  constitué d'un assemblage de 18 segments en forme de pétale et une structure porteuse allégée qui permet de modifier rapidement le pointage de l'instrument. Seimei est le plus grand télescope optique d'Asie orientale et à ce titre il devrait jouer un rôle crucial dans l'observation des phénomènes astronomiques transitoires comme les supernovas, les étoiles éruptives, les blazars et les noyaux actifs de galaxies.. 

## Historique
Jusqu'à l'inauguration de Seimei il n'existait aucun télescope optique/infrarouge d'un diamètre supérieur à 2,5 mètres en Asie de l'Est. Cette situation limitait  les capacités d'observation des phénomènes astronomiques de courte durée, comme l'explosion d'une étoile ou un sursaut gamma, lorsque ceux-ci se produisaient dans le ciel surplombant cette région de la planète. Le projet de construction d'un télescope de grande taille  est étudié dans les années 2000  par l'Université de Kyoto mais il rencontre à un problème de financement. La situation est débloquée en 2006 lorsqu'un ancien élève de l'Université, patron de la société Nano-Optonics Energy, décide de financer un tiers de l'instrument. Le projet est développé par une équipe issue de l'université de Kyoto, de l'université de Nagoya et de l'Observatoire astrophysique d'Okayama (établissement de l'Observatoire astronomique national du Japon). Le site de l'observatoire d'Okayama, situé au sud-ouest du Japon et qui bénéficie d'un nombre de nuits claires importants, a en effet été retenu pour l'installation du nouvel instrument, . 
Trois technologies innovantes sont mises en œuvre :
- Pour suivre des phénomènes très brefs il est essentiel de pouvoir modifier rapidement le pointage du télescope. Une structure porteuse très allégée a été mise au point pour faciliter le déplacement de l'optique.
- Le miroir primaire est composé de dix-huit segments en forme de pétale arrangés en deux rangées concentriques, six sur la rangée intérieure et douze sur la rangée extérieure. L'utilisation d'un miroir segmenté permet d'abaisser les couts. La forme en pétale, une première mondiale, permet d'obtenir de meilleures performances optiques que les segments hexagonaux utilisés par les grands télescopes.
- Une nouvelle méthode de polissage a été mise au point pour donner leur forme finale aux miroirs. La durée de cette phase généralement très longue  a été réduite à un mois.

Les nouvelles techniques utilisées pour construire le miroir sont utilisables pour des télescopes de plus grande taille. Les responsables de l'université étudie dès à présent la construction d'un nouveau télescope plus grand exploitant cette technique qui serait installé plus près de l'équateur en Indonésie.
Il a fallu plus d'une décennie pour construire le télescope. Bien que le projet ait démarré en 2006 la technique de polissage des miroirs n'a été mise au point qu'en 2012. Le versement d'une première subvention publique en 2015 a permis d'achever la construction du télescope et une seconde subvention en 2016 a permis la construction du dôme. Le cout total de sa construction est de 1,5 milliard de yens (12,3 millions €). En avril 2018, à la suite d'un appel au public, le télescope a été baptisé Seimei en référence à un personnage historique Abe no Seimei, astrologue japonais célèbre de la fin du IXe siècle à l'époque de Heian. Les premières observations ont débuté en mars 2019 mais l'instrument reste à cette date encore en phase de mise au point.

## Implantation
Le télescope Seimei est installé au sommet du mont Chikurinji (366 mètres)  sur le site de   l'observatoire astrophysique d'Okayama sur lequel était déjà présent un télescope optique de 1,88 mètre de diamètre appartenant à l'Observatoire astronomique national du Japon. Il est situé au sud-ouest du Japon  dans la préfecture d'Okayama à mi-chemin entre la ville côtière de Asakuchi et le village de Yakage. Le site retenu, un des meilleurs au Japon, permet de disposer d'environ 60% de nuits claires et d'atteindre une résolution spatiale de 1,5 à 2 secondes d'arc. Par contre il subit une pollution lumineuse notable.

## Caractéristiques techniques
Le télescope est de type Ritchey-Chrétien. Il utilise un miroir primaire segmenté de 3,8 mètres de diamètre. Les 18 segments en forme de pétale sont organisés en deux cercles, un cercle intérieur comprenant 6 pétales et un cercle extérieur comprenant 12 pétales. La position de chaque segment de miroir est modifiable grâce à des vérins. L'optique utilise une monture  altazimutale. Son champ de vue est compris entre 12 minutes d'arc et 1 degré. Il permet d'observer les longueurs d'onde comprises entre 0,35 et 4,2 microns (lumière visible, proche infrarouge). Il dispose de deux foyers Nasmyth. Le télescope peut être pointé avec une élévation comprise entre 20 et 89°. Le pointage peut être modifié avec une vitesse de 3 à 4 degrés par seconde. Le seul instrument installé au foyer du télescope en 2019 est le spectrographe KOOLS-IFU alimenté par fibres dont le champ de vue est de 15 secondes d'arc et qui permet une résolution spectrale comprise entre 500 et 2000. D'autres instruments en cours de développement devraient être installés par la suite.

## Mise en œuvre
Le temps d'observation est réservé à hauteur de 50% au centre d'astrophysique de l'université de Kyoto. Le reste du temps est alloué aux astronomes des autres institutions japonaises. Un système d'appel à propositions doit être mis en place.